# John Brant
Pour les articles homonymes, voir Brant.
Ahyonwaeghs, dit John Brant (27 septembre 1794 – 27 août 1832), est un chef mohawk. Fils de Joseph Brant, il participe avec John Norton à la guerre anglo-américaine de 1812 aux côtés des Britanniques. Il est en 1830 le premier Autochtone à siéger à l'Assemblée législative du Haut-Canada puis est nommé grand chef des Mohawks de la rivière Grand l'année suivante.